# Kamienny Most (Szczepanowice)
Kamienny Most – część wsi Szczepanowice w Polsce, położona w województwie łódzkim, w powiecie piotrkowskim, w gminie Gorzkowice.
W latach 1975–1998 Kamienny Most administracyjnie należał do województwa piotrkowskiego.